# Grantsville (Wirginia Zachodnia)
Grantsville – miasto w Stanach Zjednoczonych, w stanie Wirginia Zachodnia, siedziba administracyjna hrabstwa Calhoun.